# قراطورة (حومة بيجار)
قراطورة (بالفارسية: قراطوره) هي قرية تقع في إيران في حومة. يقدر عدد سكانها بـ 100 نسمة بحسب إحصاء 2016.